# Chick 'N' Band
Chick 'N' Band é uma banda estoniana de rock and roll formada em 1995.

## Integrantes
- Andu Kõiv - teclado
- Andres Joamets - guitarra
- Leo Suurtee - baixo
- Ilja Sharapov - percussão

## Discografia
Álbuns de estúdio
- 2005: Live in Café Amigo
- 2008: Long Black Train